# Nishi-ku (Fukuoka)
Pour les articles homonymes, voir Nishi-ku.
Nishi (西区, Nishi-ku) est l'un des sept arrondissements de la ville de Fukuoka au Japon. Il est situé à l'ouest de la ville.
En 2016, sa population est de 207 439 habitants pour une superficie de 84,17 km2, ce qui fait une densité de population de 2 460 hab./km2.

## Histoire
L'arrondissement a été créé en 1972 lorsque Fukuoka est devenue une ville désignée par ordonnance gouvernementale. En 1982, Nishi-ku a été séparé en trois : l'actuel arrondissement de Nishi et les nouveaux arrondissements de Sawara et Jōnan.

## Lieu notable
- Sky Dream Fukuoka

## Transport publics
L'arrondissement est desservi par les lignes Nanakuma et Kūkō du métro de Fukuoka, ainsi que la ligne Chikuhi de la JR Kyushu.